# Stawrowo
Stawrowo (ros. Ставрово) – osiedle typu miejskiego w Rosji, w obwodzie włodzimierskim, w rejonie sobińskim. W 2010 liczyło 7800 mieszkańców.